# El Recreo (Formosa)
El Recreo es una localidad del departamento Patiño, en la provincia de Formosa, Argentina.
Su principal vía de acceso es la ruta provincial 20, que la vincula al oeste con la ruta nacional 95 y al sudeste con Laguna Gallo.
Cuenta con un puesto de salud y una escuela.

## Población
Cuenta con 346 habitantes (Indec, 2010), lo que representa un incremento del 215% frente a los 110 habitantes (Indec, 2001) del censo anterior.
| Gráfica de evolución demográfica de El Recreo entre 2001 y 2010 |
|                                                                 |
| Fuente: Censos nacionales del INDEC                             |